# Przekaz handlowy
Przekaz handlowy (handlowy przekaz audiowizualny) – przekaz, w tym obrazy z dźwiękiem lub bez dźwięku albo tylko dźwięki, mający służyć bezpośrednio lub pośrednio promocji towarów, usług lub renomy podmiotu prowadzącego działalność gospodarczą lub zawodową, towarzyszący audycji lub włączony do niej, w zamian za opłatę lub podobne wynagrodzenie, albo w celach autopromocji, w szczególności reklama, sponsorowanie, telesprzedaż i lokowanie produktu.